# 大久保千行
大久保 千行（おおくぼ ちゆき、1952年11月23日 - ）は、日本の実業家。横浜銀行代表取締役副頭取を経て、浜銀総合研究所代表取締役会長兼社長、横浜商工会議所副会頭。

## 人物・経歴
1975年横浜市立大学商学部卒業、横浜銀行入行。法人部長を経て、2001年執行役員法人部長。同年執行役員リテール企画部長兼営業本部事務局長。2002年取締役経営企画部長に昇格。2003年代表取締役経営企画部長委嘱。2010年から代表取締役副頭取を務め、マーケティングの推進などにあたった。
2014年テレビ神奈川取締役。2015年横浜銀行特命事項担当取締役、浜銀総合研究所取締役会長。同年横浜銀行副頭取としては河野和夫以来21年ぶりとなる横浜商工会議所副会頭に就任。2017年浜銀総合研究所代表取締役会長兼社長。2019年横浜銀行顧問。2020年ホテル、ニューグランド取締役監査等委員。